# Budapest autóbuszvonal-hálózata 2008-ban

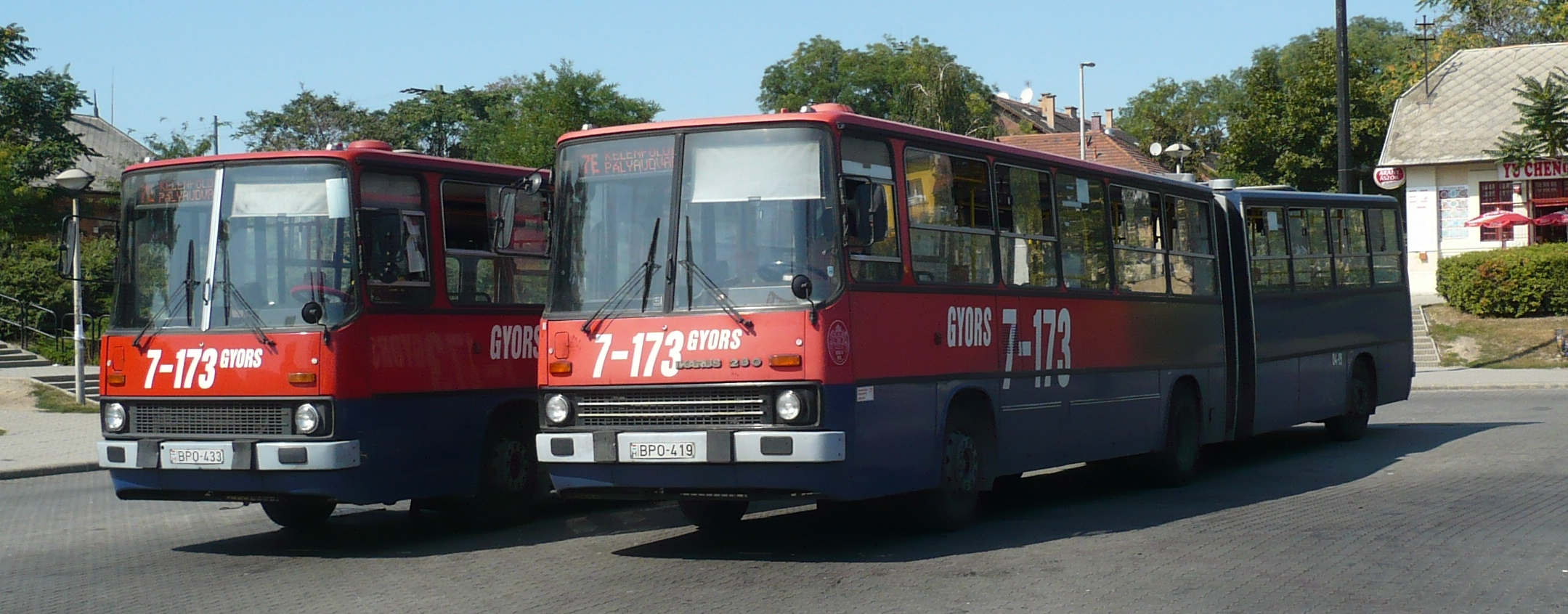
Két autóbusz 2008. augusztus 21-én az Etele téren. A buszok oldalán még a régi „gyors 7” jelzés, a viszonylatjelzőn már az új „7E” jelzés látható.

Budapest autóbuszvonal-hálózata 2008-ban jelentős változáson ment keresztül. A hálózati és menetrendi struktúra, azaz a paraméterkönyv nappali autóbuszjáratokra vonatkozó, régóta esedékes komolyabb módosításának eredményei két ütemben, 2008. augusztus 21-én és szeptember 6-án léptek érvénybe.
Az átszervezés során megszűnt a gyorsjáratok korábban használt jelölése, a menetrendi tájékoztatókon pirossal, keretbe foglalva írt viszonylatszámokat és a korábbi megnevezéseket (pl. „gyors hetes”; a köznyelvben gyakran „piros hetes” néven, írásban olykor „7gy” alakban jelölték) a viszonylatszám után írt E jelzés váltotta fel (pl. „7E”). A korábban viszonylatszám nélküli vonalakat beszámozták (pl. „Expo-járat” helyett „100-as”). Több vonalat átszámoztak annak érdekében, hogy a villamos-, az autóbusz- és a trolibuszvonal-hálózatok számozása egységes legyen, azaz egy viszonylatjelzés – a három hálózaton együttesen – csak egyszer forduljon elő.
Több vonal meghosszabbításával, egyes vonalak összekapcsolásával átszállás nélkül is elérhetővé váltak egymástól távolabb lévő városrészek. Új, korábban kiszolgálatlan területeket vontak be a hálózatba, így például a III., IV., XVII., XXII. kerületben több vonalat módosítottak.
A 2008-as hálózatot meghatározta a Szabadság híd lezárása és a metróépítések miatti terelések, valamint több villamos- és trolibuszvonal tartós pótlása.

## A gyorsjárati jellegű nappali autóbuszvonalak
Az átszervezést követően megszűnt a gyorsjárati jellege a – korábbi nevén – gyors („piros”) 21-es, 25-ös és 25A, 56-os, 61-es, 96-os és 96A, 122-es, 153-as, 170-es, 239-es jelű vonalaknak. Ugyanakkor az átszervezés után E jelzésű járatok (is) közlekedtek a korábbi „fekete” 69-es, 97-es, 161-es, 162-es, 168-as, 200-as, 297-es számú, valamint a Keresztúr, a Pólus és a Rákoskert nevű vonalakon.
Budapest autóbuszvonal-hálózata a 2008-as év első felében (I. oszlop), illetve a módosításokat követően (II.) az alábbi gyorsvonalakból állt:
(A táblázatban a nem gyorsjáratok zárójelben szerepelnek, ezek útvonalát a következő szakaszban tüntettük fel.)
| Viszonylat- jelzés              | Viszonylat- jelzés | A gyorsjáratok útvonala a módosítások után |
| I.                              | II.                | A gyorsjáratok útvonala a módosítások után |
| ------------------------------- | ------------------ | --- |
| 3                               | 33E                | Móricz Zsigmond körtér (Karinthy Frigyes út) vá. – Karinthy Frigyes út – Bercsényi utca – Október huszonharmadika utca – Budafoki út – Hunyadi János út – Kitérő út – felüljáró – Leányka utca – Kossuth Lajos utca – Nagytétényi út – Nagytétény vasútállomás vá. |
| 7                               | 7E                 | Etele tér, Kelenföldi pályaudvar vá. – Etele út – Tétényi út – Bartók Béla út – Szent Gellért tér – Szent Gellért rakpart – Erzsébet híd – Szabad sajtó út – Ferenciek tere – Kossuth Lajos utca – Rákóczi út – Baross tér – Thököly út – Bosnyák tér vá. |
| 17                              | 217E               | Blaha Lujza tér (Népszínház utca) vá. – József körút – Kiss József utca – Népszínház utca – Orczy út – Kőbányai út – Liget tér – Vaspálya utca – Gyömrői út – Ráday Gedeon utca – Üllői út – Haladás utca – Pestszentlőrinc, Szarvas csárda tér vá. |
| 20                              | 20E                | Baross tér, Keleti pályaudvar vá. – Verseny utca – Dózsa György út – Vágány utca – Szent László út – Kis Gömb utca – Reitter Ferenc utca – Gyöngyösi utca – Béke utca – Pozsonyi utca – Tél utca – Rózsa utca – Szent Imre utca – Leiningen Károly utca – Iglói utca – Sporttelep utca – Óceánárok utca – Káposztásmegyer, Szilas-patak vá. |
| 21                              | (190)              | – |
| 22                              | 22E                | Moszkva tér vá. – Szilágyi Erzsébet fasor – Budakeszi út – Fő utca – Budakeszi, Táncsics Mihály utca vá. |
| 23                              | 23E                | Boráros tér vá. – Soroksári út – Határ út – Baross utca – Topánka utca – Szent Erzsébet tér – Kossuth Lajos utca – Tátra tér – Jókai Mór utca – Lázár utca – Pesterzsébet, Ady Endre tér vá. |
| 25 25A                          | 225 (25) (25E)     | Mexikói út vá. – Horvát Boldizsár utca – Amerikai út – Kacsóh Pongrác út – M3-as út – Szentmihályi út – Szőcs Áron utca – Hubay Jenő tér – Deák utca – Fő út – Sződliget utca – Károlyi Sándor út – Rákospalota, Székely Elek út vá. |
| 40                              | 240E               | Budaörsi lakótelep vá. – Szivárvány utca – Szabadság út – Budapesti út – Budaörsi út – Lapu utca – autópálya – Budaörsi út – Villányi út – Móricz Zsigmond körtér (Villányi út) vá. |
| 40E                             | 40E                | reggel: Móricz Zsigmond körtér (Villányi út) vá. – Villányi út – Fadrusz utca – Bartók Béla út – Bocskai út – Nagyszőlős utca – Ajnácskő utca – Budaörsi út – autópálya – Budaörs, Sport utca – Baross utca – Szivárvány utca – Budaörs, Patkó utca vá. – Szivárvány utca – Szabadság út – Bretzfeld utca – Sport utca – autópálya – Budaörsi út – Ajnácskő utca – Nagyszőlős utca – Bocskai út – Bartók Béla út – Vásárhelyi Pál utca – Fehérvári út – Móricz Zsigmond körtér – Móricz Zsigmond körtér (Villányi út) vá. délután: Móricz Zsigmond körtér (Villányi út) vá. – Villányi út – Fadrusz utca – Bartók Béla út – Bocskai út – Nagyszőlős utca – Ajnácskő utca – Budaörsi út – autópálya – Budaörs, Sport utca – Bretzfeld utca – Szabadság út – Szivárvány utca – Budaörs, Patkó utca vá. – Szivárvány utca – Baross utca – Sport utca – autópálya – Budaörsi út – Ajnácskő utca – Nagyszőlős utca – Bocskai út – Bartók Béla út – Vásárhelyi Pál utca – Fehérvári út – Móricz Zsigmond körtér – Móricz Zsigmond körtér (Villányi út) vá. |
| 41                              | 150E               | Fehérvári út vá. – Bocskai út – Nagyszőlős utca – Ajnácskő utca – Budaörsi út – aluljáró – Neszmélyi út – Őrmezői lakótelep, Menyecske utca vá. |
| 56                              | (256)              | – |
| 61                              | (161A)             | – |
| 61E (69) (97) (297) (Rákoskert) | 97E 169E 261E      | 97E: Örs vezér tere vá. – Fehér út – Gyógyszergyári utca – Keresztúri út – felüljáró – Pesti út – Rákoskeresztúr, városközpont – Pesti út – Sáránd utca – Rákoskert sugárút – Zrínyi utca – Pesti út – Rákoskeresztúr, városközpont vá. – Pesti út – felüljáró – Keresztúri út – Gyógyszergyári utca – Fehér út – Örs vezér tere vá. 169E: Örs vezér tere vá. – Fehér út – Gyógyszergyári utca – Keresztúri út – felüljáró – Pesti út – Rákoskeresztúr, városközpont – Pesti út – Csabai út – Péceli út – Pécel, Pesti út – Rét utca – Állomás utca – Baross utca – Ráday Gedeon tér – Kovács utca – Maglódi út – Pécel, Kun József utca vá. 261E: Örs vezér tere vá. – Fehér út – Gyógyszergyári utca – Keresztúri út – felüljáró – Pesti út – Rákoskeresztúr, városközpont vá. |
| 66                              | 66E                | Kispest, Határ út vá. – Határ út – Török Flóris utca – Topánka utca – Helsinki út – Grassalkovich út – Ócsai út – BILK, Forgalmas utca – Európa út – BILK logisztikai központ vá. |
| 84                              | 84E                | Kispest, Határ út vá. – Határ út – Nagykőrösi út – Nemes utca – Kisfaludy utca – Gyál, Pesti út – Ady Endre utca – Deák Ferenc utca – Gyál, Deák Ferenc utca vá. |
| 85                              | 85E                | Kőbánya-Kispest vá. – Vak Bottyán utca – Sibrik Miklós úti felüljáró – Sibrik Miklós út – Bányató utca – Tavas utca – Harmat utca – Sibrik Miklós út – Mádi utca – Kada utca – Maglódi út – Jászberényi út – Fehér út – Örs vezér tere vá. |
| 89                              | 89E                | Kispest, Határ út vá. – Határ út – Nagykőrösi út – Gyál, Kőrösi út – Kolozsvári utca – Bajcsy-Zsilinszky utca – Brassói utca – Erdősor utca – Gyál, Bem József utca vá. |
| 94                              | 294E               | Kispest, Határ út vá. – Határ út – Nagykőrösi út – Gyál, Kőrösi út – Ady Endre utca – Széchenyi István utca – Gyál, Vecsési út vá. |
| 94E                             | 94E                | Kispest, Határ út vá. – Határ út – Nagykőrösi út – Gyál, Kőrösi út – Ady Endre utca – Széchenyi István utca – Gyál, Vecsési út vá. |
| 96                              | (196)              | – |
| 96A                             | (196A)             | – |
| 98                              | 98E                | Kőbánya-Kispest vá. – Vak Bottyán utca – Sibrik Miklós úti felüljáró – Gyömrői út – Csévéző utca – Bélatelepi út – Baross utca – Kodolányi János tér – Rákoshegy vasútállomás vá. |
| 122                             | (122)              | – |
| 136                             | 136E               | Kőbánya-Kispest vá. – Szabó Ervin utca – Kossuth tér – Üllői út – Margó Tivadar utca – Kinizsi Pál utca – Barta Lajos utca – Csapó utca – Darányi Ignác utca – Üllői út – Simonyi Zsigmond utca – Bartók Béla utca – Szabó Ervin utca – Kőbánya-Kispest vá. |
| 140E                            | 188E               | Móricz Zsigmond körtér (Villányi út) vá. – Villányi út – Fadrusz utca – Bartók Béla út – Bocskai út – Nagyszőlős utca – Ajnácskő utca – Budaörsi út – autópálya – Budaörs, Sport utca – Bretzfeld utca – Szabadság út – 8102-es út – Budaörs, Törökugrató (Tetra Pak) vá. |
| 153                             | (153)              | – |
| (161) (162) (Keresztúr)         | 201E 202E          | 201E: Kőbánya-Kispest vá. – Vak Bottyán utca – Sibrik Miklós úti felüljáró – Gyömrői út – Újhegyi út – Kozma utca – Jászberényi út – felüljáró – Jászberényi út – Pesti út – Csabai út – Péceli út – Zrínyi utca – Pesti út – Jászberényi út – felüljáró – Jászberényi út – Kozma utca – Újhegyi út – Gyömrői út – Sibrik Miklós úti felüljáró – Kőbánya-Kispest vá. 202E: Kőbánya-Kispest vá. – Vak Bottyán utca – Sibrik Miklós úti felüljáró – Gyömrői út – Újhegyi út – Kozma utca – Jászberényi út – felüljáró – Jászberényi út – Pesti út – Zrínyi utca – Péceli út – Csabai út – Pesti út – Jászberényi út – felüljáró – Jászberényi út – Kozma utca – Újhegyi út – Gyömrői út – Sibrik Miklós úti felüljáró – Kőbánya-Kispest vá. |
| (168)                           | 168E               | Örs vezér tere vá. – Fehér út – Élessarok – Jászberényi út – Tarkarét utca – Bogáncsvirág utca – Csillagvirág utca – Ezüstfa utca – Napmátka utca – Tündérfürt utca – Helikopter út – Újmajori utca – Rákosmezei Repülők útja – Kvasz András utca – Helikopter út – Lőrinci út – Melczer utca – Rákoshegy, Ferihegyi út vá. |
| 170                             | (170)              | – |
| 172                             | 172E               | Kosztolányi Dezső tér vá. – Bocskai út – Nagyszőlős utca – Budaörsi út – autópálya – Sport utcai csomópont – 8105-ös út – Törökbálint, Raktárvárosi út – Kápolna utca – Bartók Béla utca – Baross Gábor utca – Szent István utca – Kinizsi Pál utca – Károlyi Mihály utca – Kazinczy Ferenc utca – Szent István utca – Törökbálint, Munkácsy Mihály utca vá. |
| 173                             | 173E               | Újpalota, Nyírpalota út vá. – Nyírpalota út – Drégelyvár utca – felüljáró – Csömöri út – Bosnyák tér – Thököly út – Baross tér – Rákóczi út – Kossuth Lajos utca – Ferenciek tere – Szabad sajtó út – Erzsébet híd – Szent Gellért rakpart – Szent Gellért tér – Bartók Béla út – Tétényi út – Etele út – Etele tér, Kelenföldi pályaudvar vá. |
| 176                             | 176E               | Örs vezér tere vá. – Fehér út – Gyógyszergyári utca – Keresztúri út – felüljáró – Pesti út – Cinkotai út – Gyöngytyúk utca – XVII. utca – XVIII. utca – Ároktő út – Diadal utca – Bártfai utca – Szent Imre herceg út – Tarcsai út – Rákoscsaba-Újtelep, Tóalmás utca vá. |
| 193E                            | 193E               | Kőbánya-Kispest vá. – Ferihegyi repülőtérre vezető út – Gyömrői út – Ráday Gedeon utca – Üllői út – Pestszentlőrinc, Mednyánszky utca vá. |
| (200)                           | 200E               | Kőbánya-Kispest vá. – Ferihegyi repülőtérre vezető út – Gyömrői út – Ferihegyi repülőtérre vezető út – Ferihegy 1 repülőtér – Ferihegyi repülőtérre vezető út – Üllői út – 4-es út – Ferihegy 2 bekötőút – Ferihegy 2 repülőtér vá. |
| 233E                            | 233E               | Budatétény, Campona vá. – Nagytétényi út – Mária Terézia utca – Leányka utca – felüljáró – Kitérő út – Hunyadi János út – Budafoki út – Műegyetem rakpart – Szent Gellért tér – Szent Gellért rakpart – Erzsébet híd – Szabad sajtó út – Ferenciek tere – Kossuth Lajos utca – Rákóczi út – Uránia vá. |
| 239                             | (239)              | – |
| 254                             | 254E               | Alacskai úti lakótelep vá. – Nemes utca – Nagykőrösi út – 5-ös út – Könyves Kálmán körút – Népliget vá. |
| 276E                            | 276E               | Örs vezér tere vá. – Fehér út – Kerepesi út – Veres Péter út – Bökényföldi út – Rákosligeti határút – Cinkotai út – Liget sor – Ferihegyi út – Ananász utca – Rákoscsaba-Újtelep, Naplás út vá. |
| 282E                            | 282E               | Kőbánya-Kispest vá. – Ferihegyi repülőtérre vezető út – Gyömrői út – Ráday Gedeon utca – Haladás utca – Petőfi utca – Gilice tér – Sallai Imre utca – Szabadka utca – Száva utca – Halomi út – Királyhágó út – Nemes utca – Alacskai úti lakótelep vá. |
| 284E                            | 284E               | Kőbánya-Kispest vá. – Ferihegyi repülőtérre vezető út – Gyömrői út – Ráday Gedeon utca – Haladás utca – Petőfi utca – Gilice tér – Péterhalmi út – Kettős-Körös utca – Lőrinci út – Kisfaludy utca – Pestszentimre, Benjámin utca vá. |
| (Pólus)                         | 273E               | Újpalota, Pólus Center vá. – Nyírpalota utca – Drégelyvár utca – Csömöri út – Thököly út – Dózsa György út – Verseny utca – Baross tér, Keleti pályaudvar vá. |

## További nappali autóbuszvonalak
Budapest autóbuszvonal-hálózata (a gyorsjáratok nélkül) a 2008-as év első felében (I. oszlop), illetve a módosításokat követően (II.) az alábbi vonalakból állt:
(A táblázatban a gyorsjáratok zárójelben szerepelnek. Az E jelzésű vonalak útvonalát a fenti szakaszban tüntettük fel.)
| Viszonylat- jelzés        | Viszonylat- jelzés  | A járatok útvonala a módosítások után |
| I.                        | II.                 | A járatok útvonala a módosítások után |
| ------------------------- | ------------------- | --- |
| 3                         | 33 33A              | 33: Móricz Zsigmond körtér (Karinthy Frigyes út) vá. – Bercsényi utca – Október huszonharmadika utca – Budafoki út – Hunyadi János út – Kitérő út – felüljáró – Leányka utca – Kossuth Lajos utca – Nagytétényi út – Dűlő utca – Bányalég utca – Nagytétény, Chinoin vá. (időszakosan a Harbor Parkot is érintve) 33A: Móricz Zsigmond körtér (Karinthy Frigyes út) vá. – Bercsényi utca – Október huszonharmadika utca – Budafoki út – Hunyadi János út – Kitérő út – felüljáró – Leányka utca – Kossuth Lajos utca – Nagytétényi út – Dűlő utca – Bányalég utca – Nagytétény vasútállomás vá. |
| 5 25 67V                  | 5                   | Pasaréti tér vá. – Pasaréti út – Szilágyi Erzsébet fasor – Moszkva tér – Krisztina körút – Attila út – Dózsa György tér – Krisztina körút – Döbrentei tér – Erzsébet híd – Szabad sajtó út – Kossuth Lajos utca – Rákóczi út – Baross tér – Thököly út – Mexikói út – Erzsébet királyné útja – Kolozsvár utca – Széchenyi út – Rákos út – Régi Fóti út – Kazinczy utca – Fő út – Rákospalota, Kossuth utca vá. |
| 6 9                       | 9 109 206           | 9: Kőbánya, városközpont vá. – Állomás utca – Szent László tér – Kőrösi Csoma Sándor út – Kőbányai út – Baross utca – Kálvin tér – Múzeum körút – Károly körút – Deák Ferenc tér vá. 109: csak hétvégén: Kőbánya, városközpont vá. – Állomás utca – Szent László tér – Kőrösi Csoma Sándor út – Kőbányai út – Baross utca – Kálvin tér – Múzeum körút – Károly körút – Deák Ferenc tér – Bajcsy-Zsilinszky út – Nyugati tér – Szent István körút – Margit híd – Árpád fejedelem útja – Zsigmond tér – Lajos utca – Pacsirtamező utca – Flórián tér – Szentendrei út – Bogdáni út – Óbuda, Bogdáni út vá. 206: Óbuda, Bogdáni út vá. – Bogdáni út – Szentendrei út – Flórián tér – Pacsirtamező utca – Lajos utca – Zsigmond tér – Árpád fejedelem útja – Bem rakpart – Lipthay utca – Margit híd – Szent István körút – Nyugati pályaudvar vá. |
| 7                         | 7                   | Albertfalva, Forgalmi utca vá. – Sáfrány utca – Tétényi út – Bartók Béla út – Szent Gellért tér – Szent Gellért rakpart – Erzsébet híd – Szabad sajtó út – Ferenciek tere – Kossuth Lajos utca – Rákóczi út – Baross tér – Thököly út – Bosnyák tér vá. |
| 8                         | 8                   | Kálvin tér vá. – Kecskeméti utca – Károlyi Mihály utca – Ferenciek tere – aluljáró – Szabad sajtó út – Erzsébet híd – Hegyalja út – Németvölgyi út – Érdi út – Törökbálinti út – Gazdagréti út – Gazdagréti tér vá. |
| 10 16 110                 | 16 16A 116          | 16: Deák Ferenc tér vá. – Erzsébet tér – József Attila utca – Roosevelt tér – Széchenyi lánchíd – Clark Ádám tér – Hunyadi János út – Dísz tér – Tárnok utca – Szentháromság tér – Hess András tér – Fortuna utca – Bécsi kapu tér – Várfok utca – Moszkva tér (Várfok utca) vá. 16A: Moszkva tér (Várfok utca) vá. – Várfok utca – Bécsi kapu tér – Petermann bíró utca – Kapisztrán tér – Országház utca – Szentháromság tér – Tárnok utca – Dísz tér vá. 116: Dísz tér vá. – Tárnok utca – Szentháromság tér – Hess András tér – Fortuna utca – Bécsi kapu tér – Várfok utca – Moszkva tér – Dékán utca – Retek utca – Fény utcai piac vá. |
| 11                        | 11                  | Batthyány tér vá. – Bem rakpart – Csalogány utca – Fazekas utca – Horvát utca – Margit körút – Keleti Károly utca – Bimbó út – Alsó Törökvész út – Törökvész út – Nagybányai út vá. |
| 12                        | 212                 | Boráros tér vá. – Petőfi híd – Irinyi József utca – Október huszonharmadika utca – Bocskai út – Karolina út – Villányi út – Budaörsi út – Alkotás utca – Győri út – Csörsz utca – Apor Vilmos tér – Stromfeld Aurél út – Németvölgyi út – Királyhágó tér vá. |
| 13                        | 13                  | Budatétény, Campona vá. – Nagytétényi út – Minta utca – Dráva utca – Bartók Béla út – Barackos út – Ezüstgaras utca – Szakiskola utca – Barackos út – Angeli utca – Diósd, Nagytétényi utca – Balatoni út – Homokbánya utca – Fenyő sor – Vadvirág utca – Vadrózsa utca – Diósd, Búzavirág utca vá. |
| 14                        | 214                 | Kosztolányi Dezső tér vá. – Ulászló utca – Bartók Béla út – Tétényi út – Etele út – Fehérvári út – felüljáró – Leányka utca – Kossuth Lajos utca – Nagytétényi út – Minta utca – Dózsa György út – XIII. utca – Baross Gábor-telep, Ispiláng utca vá. |
| 15 133                    | 15 115 133          | 15: Boráros tér (Közraktár utca) vá. – Bakáts utca – Lónyai utca – Kálvin tér – Kecskeméti utca – Károlyi Mihály utca – Ferenciek tere – Petőfi Sándor utca – Szervita tér – Bécsi utca – Erzsébet tér – Október 6. utca – Arany János utca – Hercegprímás utca – Hold utca – Báthory utca – Kossuth Lajos tér – Alkotmány utca – Szemere utca – Hegedüs Gyula utca – Gogol utca – Váci út – Lehel tér vá. 115: csak hétvégén: Boráros tér (Közraktár utca) vá. – Bakáts utca – Lónyai utca – Kálvin tér – Kecskeméti utca – Károlyi Mihály utca – Ferenciek tere – Petőfi Sándor utca – Szervita tér – Bécsi utca – Erzsébet tér – Október 6. utca – Arany János utca – Hercegprímás utca – Hold utca – Báthory utca – Kossuth Lajos tér – Alkotmány utca – Szemere utca – Hegedűs Gyula utca – Csanády utca – Lehel utca – Lehel tér –Victor Hugo utca – Hegedűs Gyula utca – Dráva utca – Népfürdő utca – Vizafogó utca – Váci út – Árpád híd metróállomás vá. 133: Lehel tér vá. – Victor Hugo utca – Hegedűs Gyula utca – Dráva utca – Népfürdő utca – Vizafogó utca – Váci út – Árpád híd metróállomás vá. |
| 17                        | 217                 | Kőbánya, városközpont vá. – Állomás utca – Halom utca – Martinovics tér – Gergely utca – Kada utca – Gyömrői út – Ráday Gedeon utca – Üllői út – Haladás utca – Pestszentlőrinc, Szarvas csárda tér vá. |
| 18 18A                    | 218 218A            | 218: Óbuda, Szentlélek tér vá. – Tavasz utca – Flórián tér – Vörösvári út – Bécsi út – Külső Bécsi út – Pilisborosjenő, Téglagyári tér – Külső Bécsi út – Solymár, Auchan áruház vá. 218A: Óbuda, Szentlélek tér vá. – Tavasz utca – Flórián tér – Vörösvári út – Bécsi út – Külső Bécsi út – Pilisborosjenő, Téglagyári tér – Külső Bécsi út – Solymár, Auchan áruház vá. |
| 19 36 59A 93              | 36 93               | 36: Pestszentlőrinc vasútállomás vá. – Jegenye fasor – Lakatos út – Üllői út – Baross utca – Margó Tivadar utca – Kele utca – Méta utca – felüljáró – (reggeli órákat kivéve: Tesco bekötőút – Tesco Pesterzsébet – Tesco bekötőút) – Szentlőrinci út – Köves út – Jáhn Ferenc Kórház – Tarcsay utca – Külső Vörösmarty utca – Előd utca – Vágóhíd utca – Tinódi utca – Baross utca – Topánka utca – felüljáró – Gubacsi híd – Védgát utca – Corvin út – Kossuth Lajos utca – Völgy utca – Kölcsey utca – Szabadság utca – Orion utca – Mars utca – Csepel, Csillagtelep vá. 93: Kőbánya-Kispest vá. – Vak Bottyán utca – Szabó Ervin utca – Kossuth tér – Üllői út – Hengersor utca – Puskás Ferenc utca – Csapó utca – Darányi Ignác utca – Kassa utca – Pozsony utca – Csiky utca – Baross utca – Kossuth Lajos utca – Városház utca – Üllői út – Haladás utca – Bessenyei György utca – Ráday Gedeon utca – Gyömrői út – Ferihegyi repülőtérre vezető út – Ferihegy 1 repülőtér vá. |
| 20                        | 220                 | Újpest-Központ vá. – István út – Görgey Artúr utca – Kiss Ernő utca – Leiningen Károly utca – Iglói utca – Sporttelep utca – Újpest, Erdősor út vá. |
| 21                        | 90A                 | Moszkva tér (Várfok utca) vá. – Csaba utca – Krisztina körút – Magyar jakobinusok tere – Alkotás utca – Nagyenyed utca – Böszörményi út – Királyhágó tér – Orbánhegyi út – Szent Orbán tér – Istenhegyi út – Költő utca – Diana utca – Eötvös út – Normafa vá. |
| (21)                      | 190                 | Moszkva tér (Várfok utca) vá. – Csaba utca – Krisztina körút – Magyar jakobinusok tere – Alkotás utca – Nagyenyed utca – Istenhegyi út – Szent Orbán tér – Istenhegyi út – Költő utca – Diana utca – Hollós út – Svábhegy, fogaskerekű-állomás vá. |
| 22                        | 22 222              | 22: Moszkva tér vá. – Szilágyi Erzsébet fasor – Budakeszi út – Fő utca – Budakeszi, Táncsics Mihály utca vá. 222: Moszkva tér vá. – Szilágyi Erzsébet fasor – Budakeszi út – Fő utca – Temető út – Márity László út – Budakeszi, Honfoglalás sor vá. |
| 23                        | 23                  | Boráros tér vá. – Soroksári út – Helsinki út – Topánka utca – Szent Erzsébet tér – Kossuth Lajos utca – Tátra tér – Jókai Mór utca – Lázár utca – Pesterzsébet, Ady Endre tér vá. |
| 24                        | 124                 | Bosnyák tér vá. – Nagy Lajos király útja – Telepes utca – Öv utca – Erzsébet királyné útja – Rákospalotai körvasút sor – Árvavár utca – Bezsilla Nándor utca – Pestújhelyi út – Szerencs utca – Klapka György utca – Arany János utca – Eötvös utca – Deák utca – Fő út – Sződliget utca – Károlyi Sándor út – Közvágóhíd utca – Esthajnal utca – Szántóföld utca – Régi Fóti út – Bogáncs utca – Rákospalota, Bogáncs utca vá. |
| (25) (25A)                | (25E) 25 225        | 225: Mexikói út vá. – Horvát Boldizsár utca – Amerikai út – Kacsóh Pongrác út – M3-as út – Szentmihályi út – Illyés Gyula utca – Hubay Jenő tér – Deák utca – Fő út – Sződliget utca – Károlyi Sándor út – Szántóföld utca – Mélyfúró utca – Szántóföld utca – Rákospalota, Székely Elek út vá. 25: Mexikói út vá. – Horvát Boldizsár utca – Amerikai út – Kacsóh Pongrác út – M3-as út – Tóth István utca – Irány utca – Rekettye utca – Rákos út – Arany János utca – Eötvös utca – Deák utca – Hubay Jenő tér – felüljáró – Árpád út – István út – Újpest-Központ vá. |
| 26                        | 26                  | Nyugati pályaudvar vá. – Szent István körút – Margit híd – Margitsziget – Árpád híd – Róbert Károly körút – Árpád híd metróállomás vá. |
| 27                        | 27                  | Móricz Zsigmond körtér (Villányi út) vá. – Villányi út – Szüret utca – Somlói út – Kelenhegyi út – Somlói út – Mihály utca – Szirtes utca – Hegyalja út – Sánc utca vá. |
| 28                        | 155                 | Moszkva tér vá. – Szilágyi Erzsébet fasor – Kútvölgyi út – Béla király út – Zugligeti út vá. |
| 29                        | 29                  | Kolosy tér vá. – Szépvölgyi út – Pusztaszeri út – Felső Zöldmáli út – Zöldmáli lejtő – Zöld lomb utca – Csatárka út – Kapy utca – Csévi utca – Pasaréti tér – Kelemen László utca – Hűvösvölgyi út – Szerb Antal utca – Széher út – Budenz út – Hűvösvölgyi út – Kelemen László utca vá. |
| 30                        | 30 30A              | 30: Baross tér, Keleti pályaudvar vá. – Verseny utca – Dózsa György út – Vágány utca – Szent László út – Kis Gömb utca – Reitter Ferenc utca – Gyöngyösi utca – Béke utca – Pozsonyi utca – István út – Deák Ferenc utca – Nádor utca – Türr István utca – Mildenberger utca – Baross utca – Fóti út – Megyeri út – Homoktövis utca – Káposztásmegyer, Mogyoródi-patak vá. 30A: Baross tér, Keleti pályaudvar vá. – Verseny utca – Dózsa György út – Vágány utca – Szent László út – Kis Gömb utca – Reitter Ferenc utca – Gyöngyösi utca – Béke utca – Pozsonyi utca – István út – Deák Ferenc utca – Nádor utca – Türr István utca – Mildenberger utca – Baross utca – Fóti út – Megyeri út – Megyer, Szondi utca vá. |
| 31                        | 31                  | Örs vezér tere vá. – Füredi utca – Vezér utca – Fogarasi út – felüljáró – Csömöri út – Szlovák út – Állás utca – Menyhért utca – Monoki utca – Árpádföld, Bekecs utca vá. |
| 32                        | 32                  | Örs vezér tere vá. – Fehér út – Nagy Lajos király útja – M3-as út – Hungária körút – felüljáró – Reitter Ferenc utca – Szegedi út – Gömb utca – Pap Károly utca – Róbert Károly körút – Árpád híd metróállomás vá. |
| 34 145                    | 34                  | Árpád híd metróállomás vá. – Róbert Károly körút – Árpád híd – Szentendrei út – Záhony utca – Sujtás utca – Keled út – Szentendrei út – Emőd utca – Nánási út – Királyok útja – Pünkösdfürdő utca – Madzsar József utca – Hadrianus utca – Hatvany Lajos utca – Békásmegyer, Újmegyeri tér vá. |
| 35 135 166                | 166 166A 266        | 166: Pesterzsébet, városközpont vá. – Topánka utca – Helsinki út – Grassalkovich út – Rézöntő utca – Templom utca – Hősök tere – Arany János utca – Vecsés út – Tangazdasághoz vezető út – Majori út – Péterimajori bekötőút – Dózsa György utca – Nagykőrösi út – Felleg utca – Bocskai utca – Pestszentimre, központ – Nemes utca – Királyhágó út – Béke tér – Üllői út – Mednyánszky utca – Bartók Béla utca – Benczúr utca – Üllői út – Béke tér – Nagybánya utca – Nap utca – Bakonybánk utca – Ferihegy vasútállomás vá. 166A: Pestszentimre központ vá. – Vasút utca – Törvény utca – Ady Endre utca – Nemes utca – Királyhágó út – Béke tér – Üllői út – Mednyánszky utca – Bartók Béla utca – Benczúr utca – Üllői út – Béke tér – Nagybánya utca – Nap utca – Bakonybánk utca – Ferihegy vasútállomás vá. 266: Pestszentimre központ vá. – Vasút utca – Törvény utca – Ady Endre utca – Nemes utca – Királyhágó út – Béke tér – Üllői út – Mednyánszky utca – Bartók Béla utca – Benczúr utca – Üllői út – Béke tér – Nagybánya utca – Nap utca – Bakonybánk utca – Ferihegy vasútállomás vá.          |
| 37                        | 237                 | Óbuda, Szentlélek tér vá. – Tavasz utca – Flórián tér – Vörösvári út – Farkastorki út – Jablonka út – Jablonka út vá. |
| 38A                       | 38                  | Csepel, Szent Imre tér vá. – Tanácsház utca – II. Rákóczi Ferenc út – Áruházi bekötőút – Auchan Sziget – Áruházi bekötőút – II. Rákóczi Ferenc út – Lakihegy, Cseresznyés utca vá. |
| 39                        | 39                  | Batthyány tér vá. – Bem rakpart – Csalogány utca – Széna tér – Moszkva tér – Krisztina körút – Csaba utca – Maros utca – Magyar jakobinusok tere – Alkotás utca – Ráth György utca – Határőr út – Goldmark Károly utca vá. |
| 40                        | 40 240              | 40: Budaörsi lakótelep vá. – Baross utca – Bretzfeld utca – Szabadság út – Budapesti út – Budaörsi út – Lapu utca – autópálya – Budaörsi út – Villányi út – Móricz Zsigmond körtér (Villányi út) vá. 240: Budaörsi lakótelep vá. – Szivárvány utca – Szabadság út – Budapesti út – Budaörsi út – Lapu utca – autópálya – Budaörsi út – Villányi út – Móricz Zsigmond körtér (Villányi út) vá. |
| 41 50                     | 150                 | Kosztolányi Dezső tér vá. – Bocskai út – Karolina út – Hamzsabégi út – Ajnácskő utca – Budaörsi út – aluljáró – Menyecske utca – Neszmélyi út – Péterhegyi út – Egér út – Csákvár utca – Bazsalikom utca – Torma utca – Péterhegyi út – Horogszegi határsor – Tordai út – Tegzes utca – Hittérítő út – Budafok, Vincellér út – Hittérítő út – Tegzes utca – Kapisztrán utca – Pattantyús utca – Tanító út – Balatoni út – Mementó Park – Szabadkai utca – Csiperke utca – Klauzál Gábor utca – Bíbic utca – Terv utca – Bajcsy-Zsilinszky utca – Jókai Mór utca – Nagytétényi út – Budatétény, Campona vá. |
| 42 146                    | 134                 | Óbuda, Szentlélek tér vá. – Tavasz utca – Flórián tér – Szentendrei út – Czetz János köz – Czetz János utca – Mátyás király út – Batthyány utca – Madzsar József utca – Juhász Gyula utca – Hatvany Lajos utca – Békásmegyer, Újmegyeri tér vá. |
| 44                        | 44                  | Örs vezér tere vá. – Füredi utca – Nagy Lajos király útja – Kerepesi út – Veres Péter út – Baross Gábor utca – Margit utca – Centenáriumi lakótelep vá. |
| 45                        | 45                  | Örs vezér tere vá. – Füredi utca – Nagy Lajos király útja – Kerepesi út – Veres Péter út – Hősök fasora – Újszász utca – Somkút utca – Vidám vásár utca – Batthyány Ilona utca – Gazdaság út – Georgina utca – Cinkota, Lassú utca vá. |
| 46                        | 46 146              | 46: Rákoskeresztúr, városközpont vá. – Pesti út – Cinkotai út – Simongát utca – Vidám vásár utca – Somkút utca – Újszász utca – Jókai Mór utca – Veres Péter út – Baross Gábor utca – Margit utca – Arany János utca – Mátyás király utca – Rákosi út – Szlovák út – Csömöri út – György utca – Rákospalotai határút – Szentmihályi út – Erdőkerülő utca – Zsókavár utca – Nyírpalota út – Újpalota, Nyírpalota út vá. 146: |
| 46G                       | 146A                | [ 3 ] |
| 47 96                     | 96 296              | 96: Újpalota, Szentmihályi út vá. – Erdőkerülő utca – Zsókavár utca – Nyírpalota út – Páskomliget utca – Bánkút utca – Arany János utca – Bercsényi Miklós utca – Szerencs utca – Rákos út – Szőcs Áron utca – Hubay Jenő tér – Deák utca – Fő út – Sződliget utca – Pozsony utca – Szilágyi utca – Görgey Artúr utca – Szent Imre utca – Leiningen Károly utca – Fóti út – Megyeri út – Váci út – Újpest, Fóti út vá. 296: Újpalota, Szentmihályi út vá. – Erdőkerülő utca – Zsókavár utca – Nyírpalota út – Páskomliget utca – Bánkút utca – Arany János utca – Bercsényi Miklós utca – Szerencs utca – Rákos út – Szőcs Áron utca – Hubay Jenő tér – Deák utca – Fő út – Sződliget utca – Pozsony utca – Fóti út – Iglói utca – Sporttelep utca – Óceánárok utca – Káposztásmegyer, Szilas-patak vá. |
| 48 52                     | 48 148              | 48: Kőbánya-Kispest vá. – Vak Bottyán utca – Szabó Ervin utca – Kossuth tér – Báthory utca – Ady Endre út – Hungária út – Kós Károly tér – Pannónia út – Zalaegerszegi utca – Határ út – Mártírok útja – Kossuth Lajos utca – Szent Imre herceg útja – Ferenc utca – Topánka utca – felüljáró – Gubacsi híd – Duna utca – Ady Endre út – Kossuth Lajos utca – Szent Imre tér – Kossuth Lajos utca – Szent István út – Csepel, Hollandi út vá. 148: |
| 49                        | 149                 | Moszkva tér vá. – Dékán utca – Retek utca – Fillér utca – Bimbó út – Fenyves utca vá. |
| 51 151                    | 151                 | Csepel, Határ utca vá. – Késmárki utca – Széchenyi István utca – Kossuth Lajos utca – Szent István út – II. Rákóczi Ferenc út – Szent Imre tér – Kossuth Lajos utca – Ady Endre út – Duna utca – Gubacsi híd – felüljáró – Topánka utca – Baross utca – Kossuth Lajos utca – Helsinki út – Nagysándor József utca – Hunyadi utca – Ady Endre út – Kisfaludy utca – Simonyi Zsigmond utca – Bartók Béla utca – Sibrik Miklós úti felüljáró – Gyömrői út – Vaspálya utca – Korponai utca – Kőbánya, városközpont vá. |
| 53                        | 53                  | Fehérvári út vá. – Október huszonharmadika utca – Bocskai út – Nagyszőlős utca – Ajnácskő utca – Budaörsi út – Sasadi út – Rácz Aladár út – Hóvirág út – Mindszenty József bíboros tér vá. |
| 54                        | 54                  | Boráros tér vá. – Soroksári út – Illatos út – Nagykőrösi út – Dózsa György utca – Pestszentimre, Ültetvény utca vá. |
| 55                        | 55                  | Boráros tér vá. – Soroksári út – Illatos út – Nagykőrösi út – Gyál, Kőrösi út – Ady Endre utca – Széchenyi István utca – Gyál, Vecsési út vá. |
| (56)                      | 256                 | Hűvösvölgy vá. – Hűvösvölgyi út – Szilágyi Erzsébet fasor – Városmajor utca – Csaba utca – Krisztina körút – Várfok utca – Moszkva tér (Várfok utca) vá. |
| 57                        | 57                  | Hűvösvölgy vá. – Hűvösvölgyi út – Hidegkúti út – Máriaremetei út – Hidegkúti út – Hűvösvölgyi út – Hűvösvölgy vá. |
| 58                        | 58                  | Savoya Park vá. – Feltáró út – Leányka utcai felüljáró – Leányka utca – Kossuth Lajos utca – Tóth József utca – Temető utca – Mező utca – Gádor utca – Háros utca – Balatoni út (Háros utca) vá. |
| 59                        | 35                  | Csepel, Csillagtelep vá. – Vénusz utca – Szabadság utca – Kölcsey utca – Völgy utca – Kossuth Lajos utca – Corvin út – Védgát utca – Gubacsi híd – felüljáró – Topánka utca – Török Flóris utca – Wesselényi utca – Virág Benedek utca – Köves út – Újtelep út – Szent László utca – Szentlőrinci úti lakótelep vá. |
| 59A                       | 36                  | Pestszentlőrinc vasútállomás vá. – Jegenye fasor – Lakatos út – Üllői út – Baross utca – Margó Tivadar utca – Kele utca – Méta utca – felüljáró – (reggeli órákat kivéve: Tesco bekötőút – Tesco Pesterzsébet – Tesco bekötőút) – Szentlőrinci út – Köves út – Jáhn Ferenc Kórház – Tarcsay utca – Külső Vörösmarty utca – Előd utca – Vágóhíd utca – Tinódi utca – Baross utca – Topánka utca – felüljáró – Gubacsi híd – Védgát utca – Corvin út – Kossuth Lajos utca – Völgy utca – Kölcsey utca – Szabadság utca – Orion utca – Mars utca – Csepel, Csillagtelep vá. |
| 60 Békás                  | 160 260             | 160: Batthyány tér vá. – Bem rakpart – Árpád fejedelem útja – Zsigmond tér – Lajos utca – Nagyszombat utca – Bécsi út – Váradi utca – Vörösvári út – Bécsi út – Pomázi út – Keled út – Óbuda vasútállomás – Keled út – Aranyhegyi út – Pusztakúti út – Dózsa György utca – Nád utca – Hollós Korvin Lajos utca – Szentendrei út – Ország út – Békásmegyer HÉV-állomás vá. 260: Batthyány tér vá. – Bem rakpart – Árpád fejedelem útja – Zsigmond tér – Lajos utca – Nagyszombat utca – Bécsi út – Váradi utca – Vörösvári út – Bécsi út – Gábor Dénes Főiskola vá. |
| 61 161                    | 161                 | Örs vezér tere vá. – Fehér út – Élessarok – Jászberényi út – felüljáró – Jászberényi út – Pesti út – Csabai út – Péceli út – Zrínyi utca – Pesti út – Jászberényi út – felüljáró – Jászberényi út –Fehér út – Örs vezér tere vá. |
| (61)                      | 161A                | Örs vezér tere vá. – Fehér út – Élessarok – Jászberényi út – felüljáró – Jászberényi út – Pesti út – Cinkotai út – Rákoskeresztúr, Kis utcai lakótelep vá. |
| (61E) 69 97 297 Rákoskert | (97E) (169E) (261E) | – |
| 62 69A                    | 162 162A            | 162: Kőbánya, városközpont vá. – Korponai utca – Liget utca – Bánya utca – Szent László tér – Kőrösi Csoma Sándor út – Élessarok – Jászberényi út – felüljáró – Jászberényi út – Pesti út – Csabai út – Péceli út – Lemberg utca – Csabagyöngye utca – Zrínyi utca – Rákoskert sugárút – Sáránd utca – Pesti út – Zrínyi utca – Csabagyöngye utca – Lemberg utca – Péceli út – Csabai út – Pesti út – Jászberényi út – felüljáró – Jászberényi út – Élessarok – Kőrösi Csoma Sándor út – Kőbánya, városközpont vá. 162A: Kőbánya, városközpont vá. – Korponai utca – Liget utca – Bánya utca – Szent László tér – Kőrösi Csoma Sándor út – Élessarok – Jászberényi út – felüljáró – Jászberényi út – Pesti út – Rákoskeresztúr, városközpont vá. |
| 63                        | 63                  | Hűvösvölgy vá. – Hűvösvölgyi út – Hidegkúti út – Máriaremetei út – Nagyrét utca – Nagykovácsi út – Kossuth Lajos utca – Nagykovácsi, Tisza István tér vá. |
| 64                        | 64                  | Hűvösvölgy vá. – Hűvösvölgyi út – Hidegkúti út – Solymár, Rózsika utca – Mátyás király utca – József Attila utca – Dózsa György utca – Solymár, Templom tér vá. |
| 65                        | 65                  | Kolosy tér vá. – Szépvölgyi út – Virág Benedek utca – Szépvölgyi út – Fenyőgyöngye vá. |
| 66                        | 66                  | Kispest, Határ út vá. – Határ út – Mártírok útja – Kossuth Lajos utca – Szent Imre herceg utca – Ferenc utca – Topánka utca – Baross utca – Határ út – Helsinki út – Grassalkovich út – Ócsai út – Soroksár, központi raktárak vá. |
| 67                        | 67                  | Örs vezér tere vá. – Fehér út – Kerepesi út – Keresztúri út – felüljáró – Pesti út – Borsó utca – Újlak utca – Füstifecske utca – Flamingó utca – Rákoskeresztúr, Aranylúd utca vá. |
| 68                        | 68                  | Kispest, Vas Gereben utca vá. – Nádasdy utca – Kossuth Lajos utca – Ady Endre út – Kisfaludy utca – Simonyi Zsigmond utca – Bartók Béla utca – Sibrik Miklós úti felüljáró – Sibrik Miklós út – Harmat utca – Újhegyi út – Kozma utca – Jászberényi út – felüljáró – Jászberényi út – 501. utca – Akadémiaújtelep, 525. tér vá. |
| 70                        | 125                 | Bosnyák tér vá. – Nagy Lajos király útja – Telepes utca – Öv utca – Erzsébet királyné útja – Kolozsvár utca – Rekettye utca – Rákos út – Dembinszky utca – Pázmány Péter utca – Dugonics utca – Eötvös utca – Deák utca – Fő út – Csobogós utca – Közvágóhíd utca – Károlyi Sándor út – Szántóföld út – Mélyfúró utca – Felsőkert utca – Károlyi Sándor út – Rákospalota, MEDIMPEX vá. |
| 71                        | 71                  | Csepel, Szent Imre tér vá. – Tanácsház utca – Táncsics Mihály utca – Katona József utca – Kassai utca – Szebeni utca – Határ utca – Hollandi út – Csepel, Horgásztanya vá. |
| 72                        | 272                 | Kosztolányi Dezső tér vá. – Bocskai út – Nagyszőlős utca – Ajnácskő utca – Budaörsi út – autópálya – Budaörs, benzinkút – autópálya – Törökbálinti bekötőút – Tó utca – Bajcsy-Zsilinszky utca – Baross Gábor utca – Szent István utca – Törökbálint, Munkácsy Mihály utca vá. |
| 73                        | 173                 | Újpalota, Nyírpalota út vá. – Nyírpalota út – Drégelyvár utca – felüljáró – Csömöri út – Thököly út – Baross tér – Rákóczi út – Kossuth Lajos utca – Ferenciek tere – Szabad sajtó út – Erzsébet híd – Szent Gellért rakpart – Szent Gellért tér – Bartók Béla út – Tétényi út – Bornemissza tér vá. |
| 78                        | 178 178A            | 178: Naphegy tér vá. – Dezső utca – Czakó utca – Aladár utca – Mészáros utca – Krisztina tér – Alagút utca – Attila út – Dózsa György tér – Krisztina körút – Erzsébet híd – Szabad sajtó út – Ferenciek tere – Kossuth Lajos utca – Rákóczi út – Kerepesi út – Baross tér, Keleti pályaudvar vá. 178A: |
| 80 198                    | 198                 | Dél-pesti autóbuszgarázs vá. – Méta utca – Kele utca – Sallai Imre utca – Gilice tér – Petőfi utca – Haladás utca – Bessenyei György utca – Ráday Gedeon utca – Csévéző utca – Bélatelepi út – Baross utca – Szabadság utca – Táncsics Mihály út – Széchenyi utca – Újlak utca – Borsó utca – Pesti út – Rákoskeresztúr, városközpont – Ferihegyi út – XVIII. utca – Ároktő út – Diadal utca – Bártfai utca – Szent Imre herceg út – Tarcsai út – Rákoscsaba-Újtelep, Tóalmás utca vá. |
| 81                        | 181                 | Aszódi utca vá. – Ecseri út – Üllői út szervizútja – Ecseri út, metróállomás – Dési Huber utca – Napfény utca – körforgalom – Napfény utca – József Attila lakótelep, Lobogó utca vá. |
| 85                        | 85                  | Kőbánya-Kispest vá. – Vak Bottyán utca – Sibrik Miklós úti felüljáró – Sibrik Miklós út – Bányató utca – Tavas utca – Harmat utca – Sibrik Miklós út – Mádi utca – Gitár utca – Harmat utca – Kőrösi Csoma Sándor út – Élessarok – Fehér út – Örs vezér tere vá. |
| 86                        | 86                  | Óbuda, Bogdáni út vá. – Bogdáni út – Szentendrei út – Flórián tér – Pacsirtamező utca – Lajos utca – Zsigmond tér – Árpád fejedelem útja – Bem rakpart – Bem József tér – Fő utca – Clark Ádám tér – Lánchíd utca – Ybl Miklós tér – Apród utca – Szarvas tér – Kereszt utca – Krisztina körút – Döbrentei tér – Szent Gellért rakpart – Szent Gellért tér – Budafoki út – Október huszonharmadika utca – Bocskai út – Kosztolányi Dezső tér – Bocskai út – Újbuda, Függetlenségi Park vá. |
| 87                        | 87                  | Kosztolányi Dezső tér vá. – Bocskai út – Nagyszőlős utca – Ajnácskő utca – Budaörsi út – Kőérberki út – Repülőtéri út – aluljáró – Vasút utca – Kamaraerdei út – Dózsa György út – Mechanikai Művek vá. |
| 87A                       | 87A                 | Kosztolányi Dezső tér vá. – Bocskai út – Nagyszőlős utca – Ajnácskő utca – Budaörsi út – Kőérberki út – Repülőtéri út – aluljáró – Vasút utca – Kamaraerdei út – Kamaraerdő vá. |
| 88                        | 88                  | Törökbálint, Munkácsy Mihály utca vá. – Bartók Béla utca – Baross Gábor utca – Szent István utca – Kinizsi Pál utca – Károlyi Mihály utca – Kazinczy Ferenc utca – Blaha Lujza utca – Bajor Gizi utca – Tó utca – Törökbálinti bekötőút – Budaörs, Szabadság út – Károly király utca – (időszakosan: Raktár utca – Budaörs vasútállomás – Raktár utca) – Kinizsi utca – aluljáró – Vasút utca – Kamaraerdei út – Kamaraerdő vá. |
| 90                        | 90                  | Moszkva tér (Várfok utca) vá. – Csaba utca – Krisztina körút – Magyar jakobinusok tere – Alkotás utca – Nagyenyed utca – Böszörményi út – Királyhágó tér – Orbánhegyi út – Szent Orbán tér – Istenhegyi út – Költő utca – Diana utca – Eötvös út – Konkoly Thege Miklós út – Csillebérc, KFKI vá. |
| 91                        | 91 291              | 91: Nyugati pályaudvar vá. – Szent István körút – Margit híd – Margit körút – Margit utca – Mecset utca – Margit tér – Apostol utca – Rómer Flóris utca – Szemlőhegy utca – Vérhalom utca – Vérhalom tér – Cimbalom utca – Pusztaszeri út – Gábor Áron utca – Szilágyi Erzsébet fasor – Moszkva tér vá. 291: Nyugati pályaudvar vá. – Szent István körút – Margit híd – Margit körút – Margit utca – Mecset utca – Margit tér – Apostol utca – Rómer Flóris utca – Szemlőhegy utca – Vérhalom utca – Vérhalom tér – Cimbalom utca – Pusztaszeri út – Gábor Áron utca – Szilágyi Erzsébet fasor – Budakeszi út – Zugligeti út – Zugliget, Libegő vá. |
| 92                        | 92                  | Rákosszentmihály vasútállomás vá. – Csömöri út – József utca – Batsányi János út – Veres Péter út – Szabadföld út – Vidám vásár utca – Batthyány Ilona utca – Gazdaság út – Szabadföld út – Kistarcsa, Szabadság útja – Kistarcsa, Kórház vá. (időszakosan érintve az Auchan Ligetet) |
| 95                        | 95 95A              | 95: Stadionok (Ifjúság útja) vá. – Dózsa György út – Kerepesi út – Pongrác út – Liget tér – Kápolna utca – Kápolna tér – Óhegy utca – Kada utca – Maglódi út – Sírkert út – Kozma utca – Felsőcsatári út – Pestszentlőrinc, Gyömrői út vá. 95A: |
| (96)                      | 196                 | Újpalota, Szentmihályi út vá. – Erdőkerülő utca – Zsókavár utca – Nyírpalota út – Páskomliget utca – Bánkút utca – Szentmihályi út – Szőcs Áron utca – Hubay Jenő tér – felüljáró – Árpád út – Váci út – Újpest, Fóti út vá. |
| (96A)                     | 196A                | Újpalota, Szentmihályi út vá. – Erdőkerülő utca – Zsókavár utca – Nyírpalota út – Páskomliget utca – Bánkút utca – Szentmihályi út – Szőcs Áron utca – Hubay Jenő tér – felüljáró – Árpád út – Temesvári utca – Újpest-Városkapu vá. |
| 98                        | 98                  | Rákoskeresztúr, városközpont vá. – Pesti út – Ferihegyi út – Szabadság utca – Baross utca – Bélatelepi út – Csévéző utca – Gyömrői út – Sibrik Miklós úti felüljáró – Kőbánya-Kispest vá. |
| 99                        | 99                  | Blaha Lujza tér (Népszínház utca) vá. – Rákóczi út – Kiss József utca – Népszínház utca – Nagy Fuvaros utca – Mátyás tér – Szerdahelyi utca – Karácsony Sándor utca – Kálvária tér – Diószeghy Sámuel utca – Kőris utca – Orczy út – Vajda Péter utca – Fertő utca – Hízlaló tér – Basa utca – Kőér utca – Ferde utca – Ady Endre út – Álmos utca – Pannónia út – Kós Károly tér – Pannónia út – Nádasdy utca – Hunyadi utca – Nagysándor József utca – Mártírok útja – Kulcsár utca – Udvarhely utca – Brassó utca – Szabadka utca – Szilágyság utca – Pesterzsébet, Mátyás király tér vá. |
| 102                       | 102                 | Szendrő utca vá. – Fodor utca – Tornalja utca – Bürök utca – Szendi árok – Apor Vilmos tér – Böszörményi út – Nagyenyed utca – Alkotás utca – Magyar jakobinusok tere – Krisztina körút – Vérmező út – Moszkva tér (Csaba utca) vá. |
| 103                       | 103                 | Etele tér, Kelenföldi pályaudvar vá. – Etele út – Hengermalom út – Budafoki út – Dombóvári út – Lágymányosi híd – Könyves Kálmán körút – Népliget vá. |
| 104                       | 104 104A            | 104: Rákospalota, Kossuth utca vá. – Kossuth utca – Régi Fóti út – Kazinczy utca – Fő út – Bácska utca – Hubay Jenő tér – felüljáró – Árpád út – Váci út – Vízművek lakótelep – Váci út – 2-es út – Székesdűlő – 2-es út – áruházi bekötőút – Dunakeszi, Auchan áruház vá. 104A: Rákospalota, Kossuth utca vá. – Kossuth utca – Régi Fóti út – Kazinczy utca – Fő út – Bácska utca – Hubay Jenő tér – felüljáró – Árpád út – Váci út – Vízművek lakótelep – Váci út – 2-es út – Székesdűlő – 2-es út – körforgalmi csomópont – 2-es út – Székesdűlő ipartelep vá. |
| 105                       | 105                 | Gyöngyösi utca vá. – Gyöngyösi utca – Násznagy utca – Fiastyúk utca – Béke utca – Béke tér – Lehel utca – Róbert Károly körút – Vágány utca – Dózsa György út – Hősök tere – Andrássy út – Bajcsy-Zsilinszky út – Károly körút – Deák Ferenc tér – Erzsébet tér – József Attila utca – Roosevelt tér – Széchenyi lánchíd – Clark Ádám tér – Alagút – Alagút utca – Mészáros utca – Győző utca – Márvány utca – Királyhágó utca – Királyhágó tér – Németvölgyi út – Stromfeld Aurél út – Apor Vilmos tér vá. |
| 106                       | 106                 | Árpád híd metróállomás vá. – Róbert Károly körút – Árpád híd – Szentendrei út – Monostori út – Palicsi utca – Kadosa utca – Római úti lakótelep, Varsa utca vá. |
| 112                       | 112                 | Thomán István utca vá. – Thomán István utca – Szendrő utca vá. – Fodor utca – Szent Orbán tér – Orbánhegyi út – Stromfeld Aurél út – Apor Vilmos tér – Jagelló út – Hegyalja út – Erzsébet híd – Szabad sajtó út – Kossuth Lajos utca – Múzeum körút – Kálvin tér vá. |
| 113                       | 113                 | Budatétény, Campona vá. – Nagytétényi út – Minta utca – Dráva utca – Bartók Béla út – Barackos út – Ezüstgaras utca – Szakiskola utca – Barackos út – Angeli utca – Nagytétény, Angeli utca (forduló) – Angeli utca – Diósd, Nagytétényi utca – Balatoni út – Sashegyi úti körforgalom – Diósd, Sashegyi út vá. |
| 113A                      | 113A                | Budatétény, Campona vá. – Nagytétényi út – Minta utca – Dráva utca – Bartók Béla út – Barackos út – Ezüstgaras utca – Szakiskola utca – Barackos út – Angeli utca – Nagytétény, Angeli utca vá. |
| 114                       | 114                 | Kosztolányi Dezső tér vá. – Ulászló utca – Bartók Béla út – Tétényi út – Etele út – Fehérvári út – felüljáró – Leányka utca – Kossuth Lajos utca – Nagytétényi út – Rózsakert utca – VII. utca – Dózsa György út – XIII. utca – Baross Gábor-telep, Ispiláng utca vá. |
| 117                       | 117                 | Kőbánya, városközpont vá. – Korponai utca – Vaspálya utca – Gyömrői út – Noszlopy utca – Gergely utca – Tavas utca – Mélytó utca vá. |
| 118                       | 118                 | Óbuda, Szentlélek tér vá. – Tavasz utca – Flórián tér – Szentendrei út – Bogdáni út – Huszti út – Bojtár utca – Kunigunda útja – forduló – Kunigunda útja – Bojtár utca – Bécsi út – Pomázi út – Keled út – Óbuda vasútállomás vá. |
| 120                       | 120                 | Árpád híd metróállomás vá. – Váci út – Petneházy utca – Röppentyű utca – Göncöl utca – Kámfor utca – Berlini utca – Tél utca – Pozsonyi utca – István út – Újpest-Központ vá. |
| 121                       | 121                 | Rákospalota-Újpest vasútállomás vá. – Szilágyi utca – Árpád út – Deák Ferenc utca – Hajnal utca – Árpád út – Istvántelki út – Elem utca – Tél utca – Berda József utca – Aradi utca – Csányi László utca – Újpest-Városkapu vá. |
| (122)                     | 122                 | Újpest-Városkapu vá. – Váci út – Megyeri út – Homoktövis utca – Káposztásmegyer, Mogyoródi-patak vá. |
| 123                       | 123 123A            | 123: Szentlőrinci úti lakótelep vá. – Szent László utca – Újtelep út – Köves út – Virág Benedek utca – Ábrahám Géza utca – Eperjes utca – Wesselényi utca – Ady Endre tér – Temesvár utca – Mártírok útja – Határ út – Távíró köz – Távíró utca – Üllői út – Ferde utca – Kispest, Határ út vá. 123A: |
| 126                       | 126                 | Káposztásmegyer, Szilas-patak vá. – Óceánárok utca – Farkaserdő utca – Homoktövis utca – Külső Szilágyi út – Bekötő út – Dunakeszi, Auchan áruház vá. |
| 126A                      | 126A                | Káposztásmegyer, Szilas-patak vá. – Óceánárok utca – Farkaserdő utca – Homoktövis utca – Külső Szilágyi út – Káposztásmegyer, Mogyoródi-patak vá. |
| 128                       | 128                 | Moszkva tér (Várfok utca) vá. – Csaba utca – Városmajor utca – Diós árok – Józsa Béla köz – Alsó Svábhegyi út – Hadik András utca – Lelesz utca – Felső Svábhegyi út – Galgóczy utca – Városkúti út vá. |
| 130                       | 130                 | Stadionok vá. – Kerepesi út – Fogarasi út – felüljáró – Csömöri út – György utca – Rákospalotai határút – Szentmihályi út –Erdőkerülő utca – Zsókavár utca – Nyírpalota út – Páskomliget utca – Bánkút utca – Szentmihályi út – Újpalota, Sárfű utca vá. |
| 131                       | 131                 | Örs vezér tere vá. – Füredi utca – Rákosi út – Rózsa utca – Csömöri út – Pálya utca – Rákospalotai határút – János utca – Csömöri út – Szlovák út – Kisszentmihály, Baross utca vá. |
| 133                       | 133                 | Lehel tér vá. – Victor Hugo utca – Hegedűs Gyula utca – Dráva utca – Népfürdő utca – Vizafogó utca – Váci út – Árpád híd metróállomás vá. |
| 137                       | 137                 | Óbuda, Szentlélek tér vá. – Tavasz utca – Flórián tér – Vörösvári út – Farkastorki út – Viharhegyi út – Erdőalja út, forduló – Erdőalja út – Királylaki út – Máramaros út – Máramaros út vá. |
| 138                       | 138                 | Csepel, Szent Imre tér vá. – Tanácsház utca – II. Rákóczi Ferenc út – (időszakosan: Áruházi bekötőút – Auchan Sziget – Áruházi bekötőút) – II. Rákóczi Ferenc út – M0-s út, lakihegyi csomópont – M0-s út – 6-os út – Vilmos utcai felüljáró – Nagytétényi út – Budatétény, Campona vá. |
| 139                       | 139 139A            | 139: Gazdagréti lakótelep vá. – Rétköz utca – Gazdagréti út – Lapu utca – autópálya – Budaörsi út – Alkotás utca – Magyar jakobinusok tere – Krisztina körút – Moszkva tér vá. 139A: Gazdagréti lakótelep vá. – Rétköz utca – Gazdagréti út – Lapu utca – autópálya – Budaörsi út – Alkotás utca – Déli pályaudvar vá. |
| 140                       | 140                 | Budaörsi lakótelep vá. – Baross utca – Sport utca – 8105-ös út – Törökbálint, Raktárvárosi út – Kápolna utca – Bartók Béla utca – Baross Gábor utca – Szent István utca – Kinizsi Pál utca – Régivasútsor utca – Barackos köz – Dulácska utca – Hosszúrét utca – Torbágy utca – Törökbálint, bevásárlóközpont vá. |
| 141                       | 141 141A            | 141: Etele tér, Kelenföldi pályaudvar vá. – Etele út – Borszéki utca – Thán Károly utca – Andor utca – Hajtány sor – Csákvár utca – Bazsalikom utca – Kecskeméti József utca – Duránci utca – Hunyadi Mátyás út – Kővirág sor – Ady Endre út – Anna utca – Leányka utca – Kossuth Lajos utca – Tóth József utca – Pannónia utca – Széchenyi utca – Háros utca – Balatoni út (Háros utca) vá. 141A: Etele tér, Kelenföldi pályaudvar vá. – Etele út – Borszéki utca – Thán Károly utca – Andor utca – Hajtány sor – Csákvár utca – Bazsalikom utca – Kecskeméti József utca – Duránci utca – Hunyadi Mátyás út – Kelenvölgy, Mustár utca vá. |
| 143 186                   | 143 186 243         | 143: Békásmegyer HÉV-állomás vá. – Ország út – Pusztadombi utca – Égető utca – Táncsics Mihály utca – Ezüsthegy utca – Hősök tere – Kőbánya utca – Pince köz vá. 186: Békásmegyer HÉV-állomás vá. – Ország út – Szentendrei út – Hollós Korvin Lajos utca – Hősök tere – Ezüsthegy utca – Donát utca – Donát utca vá. 243: Békásmegyer HÉV-állomás vá. – Ország út – Pusztadombi utca – Égető utca – Táncsics Mihály utca – Donát utca – Békásmegyer utca vá. – Donát utca – Ezüsthegy utca – Hősök tere – Kőbánya utca – Pince köz vá. |
| 144                       | 144                 | Örs vezér tere vá. – Füredi utca – Vezér utca – Fogarasi út – felüljáró – Csömöri út – Rózsa utca – Rákosi út – Mátyás király utca – Rákosszentmihály, Csömöri út vá. |
| 147                       | 147                 | Újpest-Központ vá. – István út – Károlyi István utca – Baross utca – Fóti út – Fiumei út – Megyer, Julianus barát utca vá. |
| 150                       | 250A                | Savoya Park vá. – Feltáró út – Leányka utcai felüljáró – Leányka utca – Kossuth Lajos utca – Tóth József utca – Temető utca – Mező utca – Gádor utca – Kertész utca – Falka utca – Arany János út – Arany János úti lakótelep vá. |
| 152                       | 152                 | Csepel, Szent Imre tér vá. – Tanácsház utca – Kossuth Lajos utca – Szent István út – Erdőalja út – Völgy utca – Szentmiklósi út – Csepel, Királyerdő út vá. |
| (153)                     | 153                 | Gazdagréti lakótelep vá. – Gazdagréti út – Lapu utca – autópálya – Budaörsi út – Villányi út – Móricz Zsigmond körtér (Villányi út) vá. |
| 154 154A 154B             | 199                 | Kispest, Határ út vá. – Ady Endre út – Álmos utca – Pannónia út – Kós Károly tér – Pannónia út – Nádasdy utca – Hofherr Albert utca – Ady Endre út – Vas Gereben utca – Nádasdy utca – Pannónia út – Kós Károly tér – Pannónia út – Baross utca – Ady Endre út – Kispest, Határ út vá. |
| 156 158                   | 156                 | Moszkva tér vá. – Szilágyi Erzsébet fasor – Kútvölgyi út – Szarvas Gábor út – Zalai út – Zugligeti út – Zugliget (Libegő) vá. |
| 157                       | 157                 | Hűvösvölgy vá. – Hűvösvölgyi út – Hidegkúti út – Máriaremetei út – Nagyrét utca – Ördögárok utca – Kerekhegyi utca – Hímes utca – József Attila útja – Honfoglalás utca – Budaliget, Géza fejedelem utca vá. |
| 159                       | 159                 | Csepel, Szent Imre tér vá. – Tanácsház utca – Kossuth Lajos utca – Erdősor utca – Csille utca – Szent László úti lakótelep vá. |
| 161 162 Keresztúr         | (201E) (202E)       | – |
| 164                       | 164                 | Hűvösvölgy vá. – Hűvösvölgyi út – Hidegkúti út – Solymár, Rózsika utca – Mátyás király utca – József Attila utca – Dózsa György utca – Templom tér – Dózsa György utca – József Attila utca – Mátyás király utca – Tersztyánszky utca – Solymár, PEMÜ vá. |
| 165                       | 165                 | Kolosy tér vá. – Szépvölgyi út – Folyondár utca – Mátyáshegyi út – Kolostor utca – Remetehegyi út vá. |
| 168                       | (168E)              | – |
| (170)                     | 170                 | Újpest-Központ vá. – István út – Petőfi utca – Kassai utca – Árpád út – felüljáró – Hubay Jenő tér – Bácska utca – Fő út – Csobogós utca – Közvágóhíd utca – Károlyi Sándor út – Székely Elek út – Harsányi Kálmán utca – Rákospalota, Csömöri-patak vá. |
| –                         | 174                 | Örs vezér tere vá. – Füredi utca – Rákosi út – Szlovák út – Ostoros út – Cinkota HÉV-állomás vá. |
| 175                       | 175                 | Újpalota, Szentmihályi út vá. – Szentmihályi út – Rákospalotai határút – Szlovák út – Ostoros út – Cinkota HÉV-állomás vá. |
| 179 179A                  | 179                 | Csepel, Szent Imre tér vá. – Tanácsház utca – Kossuth Lajos utca – Szabadkikötő út – Szállító utca – Szabadkikötő út – Kvassay Jenő út – Soroksári út – Összekötő út – Kvassay Jenő út – Közvágóhíd vá. |
| 182                       | 182                 | Kőbánya-Kispest vá. – Ferihegyi repülőtérre vezető út – Gyömrői út – Ráday Gedeon utca – Haladás utca – Petőfi utca – Gilice tér – Sallai Imre utca – Szabadka utca – Száva utca – Halomi út – Királyhágó út – Nemes utca – Alacskai úti lakótelep vá. |
| 183                       | 183                 | Pestszentlőrinc, Szarvas csárda tér vá. – Czuczor Gergely utca – Ráday Gedeon utca – Bessenyei utca – Haladás utca – Petőfi utca – Gilice tér – Sallai Imre utca – Honvéd utca – Szemeretelep, Május 1. tér vá. |
| 184                       | 184                 | Kőbánya-Kispest vá. – Vak Bottyán utca – Derkovits Gyula utca – Nefelejcs utca – Ráday Gedeon utca – Haladás utca – Petőfi utca – Gilice tér – Péterhalmi út – Kettős-Körös utca – Lőrinci út – Kisfaludy utca – Pestszentimre, Benjámin utca vá. |
| 185 Újhegy                | 185                 | Kőbánya, városközpont vá. – Állomás utca – Szent László tér – Kőrösi Csoma Sándor út – Harmat utca – Sibrik Miklós út – Mádi utca – Újhegyi út – Újhegyi út, Sportliget vá. |
| 187                       | 187                 | Kosztolányi Dezső tér vá. – Bocskai út – Nagyszőlős utca – Ajnácskő utca – Budaörsi út – aluljáró – Balatoni út – Kánai út – Tóberek utca – Repülőtéri út – aluljáró – Vasút utca – Kamaraerdei út – Kamaraerdő vá. |
| 191                       | 191                 | Nyugati pályaudvar vá. – Szent István körút – Margit híd – Margit körút – Margit utca – Mecset utca – Margit tér – Apostol utca – Szeréna út – Sarolta utca vá. |
| 194                       | 194                 | Kispest, Határ út vá. – Ady Endre út – Álmos utca – Pannónia út – Kós Károly tér – Pannónia út – Nádasdy utca – Hofherr Albert utca – Katona József utca – Temesvár utca – Kassa utca – Pozsony utca – Méta utca – Besence utca – Közdűlő út – Ipacsfa utca – Tövishát utca – Gloriett lakótelep vá. |
| 200                       | (200E)              | – |
| –                         | 213                 | Kosztolányi Dezső tér vá. – Ulászló utca – Bartók Béla út – Tétényi út – Etele út – Fehérvári út – felüljáró – Leányka utca – Kossuth Lajos utca – Nagytétényi út – Minta utca – Dózsa György út – Damjanich utca – Botond utca – Bartók Béla út – Baross Gábor-telep, Török utca vá. |
| 231                       | 231                 | Örs vezér tere vá. – Füredi utca – Rákosi út – Rózsa utca – Csömöri út – Pálya utca – Rákospalotai határút – Késmárk utca – Madách utca – Thököly út – Apolló utca – Szent korona útja – Vasutastelep utca – Bánkút utca – Szentmihályi út – Vécsey Károly utca – Cserba Elemér út – Telek utca – Rákosmező utca – Régi Fóti út – Kossuth utca – Rákospalota, Kossuth utca vá. |
| (239)                     | 239                 | Gazdagréti lakótelep vá. – Rétköz utca – Gazdagréti út – Lapu utca – autópálya – Budaörsi út – Hegyalja út – Erzsébet híd – Szabad sajtó út – Ferenciek tere – Kossuth Lajos utca – Rákóczi út – Uránia vá. |
| 244                       | 244                 | Örs vezér tere vá. – Füredi utca – Rákosi út – Mátyás király utca – Arany János utca – Margit utca – Centenáriumi lakótelep vá. |
| 250                       | 250 250A            | 250: Kosztolányi Dezső tér vá. – Bocskai út – Karolina út – Hamzsabégi út – Ajnácskő utca – Budaörsi út – aluljáró – Menyecske utca – Neszmélyi út – Péterhegyi út – Egér út – Csákvár utca – Bazsalikom utca – Torma utca – Péterhegyi út – Horogszegi határsor –Tordai út – Tegzes utca – Remete utca – Arany János út – Regényes utca – Kiránduló utca – Kertész utca – Gádor utca – Mező utca – Ferenc utca – Pannónia utca – Tóth József utca – Mária Terézia utca – Leányka utca – felüljáró – Kitérő út – Szerémi út – Feltáró út – Savoya Park vá. 250A: Savoya Park vá. – Feltáró út – Leányka utcai felüljáró – Leányka utca – Kossuth Lajos utca – Tóth József utca – Temető utca – Mező utca – Gádor utca – Kertész utca – Falka utca – Arany János út – Arany János úti lakótelep vá. |
| –                         | 251                 | Budafok, Törley tér vá. – Anna utca – Plébánia utca – Panoráma utca – Tatárka utca – Vincellér út – Budafok, Vincellér út vá. |
| 257                       | 257                 | Hűvösvölgy vá. – Hűvösvölgyi út – Hidegkúti út – Máriaremetei út – Hidegkúti út – Hűvösvölgyi út – Hűvösvölgy vá. |
| 277                       | 277                 | Örs vezér tere vá. – Gyakorló utca – Keresztúri út – Méhes utca – Heves utca – Dömsödi utca – Kerepesi út – Veres Péter út – Thököly út – Batthyány utca – Csömöri út – Rákóczi út – Rákospalotai határút – Késmárk utca – Drégelyvár utca – felüljáró – Csömöri út – Bosnyák tér vá. |
| Budaörs                   | 288                 | Budaörsi lakótelep vá. – Szivárvány utca – Szabadság út – Károly király utca – Baross utca – Sport utca – 8105-ös út – Raktárvárosi út – Temető utca – Budaörsi temető – Temető utca – Vasút utca – Kamaraerdei út – Kamaraerdő – Kamaraerdei út – Vasút utca – Temető utca – Budaörsi temető – Temető utca – Vasút utca – Kinizsi utca – Károly király út – Szabadság út – Bretzfeld utca – Baross utca – Budaörsi lakótelep vá. |
| Budaörs- belváros         | 289                 | Budaörsi lakótelep vá. – Baross utca – Petőfi Sándor utca – Kisfaludy utca – Kossuth Lajos utca – Nefelejcs utca – Szabadság út – Templom tér – Clementis László utca – Dózsa György utca – Deák Ferenc utca – Csata utca – Károly király utca – Kinizsi utca – Raktár utca – Budaörs vasútállomás fordulás – Raktár utca – Kinizsi utca – Károly király utca – Csata utca – Ady Endre utca – Baross utca – Budaörsi lakótelep vá. |
| Erzsébet                  | 119                 | Lajtha László utca vá. – Határ út – Török Flóris utca – Topánka utca – Helsinki út – Csepeli átjáró alsó szervizút – Vízisport u. – Zamárdi utca – Teremszeg utca – Téglaégető utca – Zodony utca – Meddőhányó utca – Helsinki út – Topánka utca – Ady Endre utca – János utca – Lajtha László utca – Lajtha László utca vá. |
| Expo                      | 100                 | Örs vezér tere vá. – Fehér út – Albertirsai köz – Albertirsai út – Expo tér vá. |
| Ferenc                    | 281                 | Aszódi utca vá. – Aszódi utca – Ecseri út – Üllői út szervizútja – Ecseri út, metróállomás – Dési Huber utca – Napfény utca – körforgalom – Napfény utca – Lobogó utca – Toronyház utca – Dési Huber utca – Ifjúmunkás utca – Epreserdő utca – Ecseri út – Gyáli út – M5 bevezetőútja – Könyves Kálmán körút – Mester utca – Szakorvosi rendelő (Drégely utca) – Vaskapu utca – Haller utca – Üllői út – Ecseri út – Gyáli út – Gyáli úti sorompó – Gyáli út – Füleki utca – Aszódi utca – Aszódi utca vá. |
| Infopark                  | 203 203A            | 203: Neumann János utca vá. – Neumann János utca – Bogdánfy utca – Irinyi József utca – Petőfi híd, budai hídfő – forduló a híd alatt – Irinyi József utca – Október huszonharmadika utca – Fehérvári út – Móricz Zsigmond körtér (Karinthy Frigyes út) – Karinthy Frigyes út – Irinyi József utca – Petőfi híd, budai hídfő – Pázmány Péter sétány – Neumann János utca – Neumann János utca vá. 203A: Neumann János utca vá. – Neumann János utca – Bogdánfy utca – Irinyi József utca – Petőfi híd, budai hídfő – Pázmány Péter sétány – Neumann János utca – Neumann János utca vá. |
| Palota                    | 224                 | Rákospalota, Fő út vá. – Fő út – Pázmány Péter utca – Bácska utca – Hubay Jenő tér – Szőcs Áron utca – Rákos út – Széchenyi út – Kolozsvár utca – Rákospalotai körvasút sor – Árvavár utca – Őrjárat utca – Apolló utca – Drégelyvár utca – Nyírpalota út – (időszakosan: Zsókavár utca – Erdőkerülő utca – Újpalota, Szentmihályi út – Erdőkerülő utca – Zsókavár utca) – Nyírpalota út – Szentmihályi út – M3-as út – összekötőút – Áruházak – összekötőút – Régi Fóti út – Bogáncs utca – Esthajnal utca – Közvágóhíd utca – Csobogós utca – Rákospalota, Fő út vá. |
| Pestszentimre             | 293                 | Pestszentimre, központ vá. – Bocskai utca – Dózsa György utca – Ültetvény utca, 54-es végállomás – Dózsa György utca – Nemes utca – Királyhágó utca – Halomi út – Száva utca – Szabadka utca – Sallai Imre utca – Gilice tér – Sallai Imre utca – Kele utca – Kinizsi Pál utca – Baross utca – Kossuth Lajos utca – Városház utca – Thököly út – Pestszentlőrinc, Szakorvosi Rendelőintézet vá. |
| Pestszentimre- Iskola     | 293I                | Szálfa utca vá. – Kisfaludy utca – Benjamin utca, 82-es végállomás – Kisfaludy utca – Nemes utca – Alacskai úti lakótelep, 82A végállomás – Nemes utca – Nagykőrösi út – Felleg utca – Bocskai utca – Dózsa György utca – Nagykőrösi út – Ár utca – Szövet utca – Kelme utca – Nagykőrösi út – Pestszentimre, központ mh. – Nagykőrösi út – Bethlen Gábor utca – Táncsics Mihály utca – Iskola – Táncsics Mihály utca – Eke utca – Bocskai utca – Pestszentimre, központ vá. |
| Pólus                     | 273E                | – |

## Éjszakai autóbuszvonalak
A 2008. augusztusi-szeptemberi reform az éjszakai buszok 2005-ben sikeresen átszervezett útvonalait általában nem érintette, egyes vonalak menetrendje kis mértékben módosult. A korábbi 921-es vonalat 990-esre, a 952-es vonalat 948-asra számozták át.
2008. szeptember 6-án megszűnt 950-es betétvonala, a Béke tér és a Kispest, Határ út között közlekedő 950A jelű vonal, mert az 50-es villamos üzemzárását későbbre tolták.
A 2008-as év ezt követő időszakában (a fentieket nem számítva az év első felében is) az alábbi vonalak alkották az éjszakai hálózatot: 
| Viszonylat- jelzés | Útvonal                                                                    |
| ------------------ | -------------------------------------------------------------------------- |
| 901                | Óbudai autóbuszgarázs – Közvágóhíd                                         |
| 906                | Moszkva tér – Móricz Zsigmond körtér                                       |
| 907                | Etele tér, Kelenföldi pályaudvar – Örs vezér tere                          |
| 908                | Móricz Zsigmond körtér – Cinkota, HÉV-állomás                              |
| 909                | Deák Ferenc tér – Kispest, Kossuth tér                                     |
| 914                | Káposztásmegyer, Megyeri út – Dél-pesti autóbuszgarázs                     |
| 922                | Moszkva tér – Budakeszi, Táncsics Mihály utca                              |
| 923                | Békásmegyer, HÉV-állomás – Dél-pesti autóbuszgarázs                        |
| 930                | Újpest-Központ – Megyer, Szondi utca                                       |
| 931                | Csatánka út – Árpádföld, Dezsőfia utca – Örs vezér tere                    |
| 937                | Közvágóhíd – Vörösvári út – Máramaros út – Vörösvári út                    |
| 938                | Csepel, Szent Imre tér – Lakihegy                                          |
| 940                | Móricz Zsigmond körtér – Budaörsi lakótelep                                |
| 941                | Móricz Zsigmond körtér – Budatétény, Campona                               |
| 943                | Békásmegyer, HÉV-állomás – Szentendre, HÉV-állomás                         |
| 948                | Dél-pesti autóbuszgarázs – Csepel, Szent Imre tér – Csepel, Hollandi út    |
| 950                | Pestszentimre, központ – Rákospalota, Székely Elek út – Rákospalota, Fő út |
| 956                | Rákoskeresztúr, városközpont – Hűvösvölgy                                  |
| 960                | Óbudai autóbuszgarázs – Móricz Zsigmond körtér                             |
| 963                | Hűvösvölgy – Adyliget                                                      |
| 966                | Deák Ferenc tér – Pesterzsébet, Baross utca – Soroksár, Millenniumtelep    |
| 969                | Rákoskeresztúr, városközpont – Pécel, Kun József utca                      |
| 972                | Móricz Zsigmond körtér – Törökbálint, Munkácsy Mihály utca                 |
| 973                | Újpalota, Szentmihályi út – Nagytétény, Chinoin                            |
| 979                | Újpalota, Nyírpalota út – Csepel, Csillagtelep                             |
| 979A               | Deák Ferenc tér – Csepel, Csillagtelep                                     |
| 980                | Rákoskeresztúr, városközpont – Pestszentlőrinc, Szarvas csárda tér         |
| 990                | Rákoskeresztúr, városközpont – Normafa                                     |
| 992                | Cinkota, HÉV-állomás – Gödöllő, HÉV-állomás                                |
| 994                | Dél-pesti autóbuszgarázs – Gyál, Vecsési út                                |
| 996                | Cinkotai autóbuszgarázs – Újpest-Központ                                   |
| 996A               | Cinkotai autóbuszgarázs – Újpest-Központ                                   |
| 997                | Rákoskeresztúr, városközpont – Rákoskert, Sáránd utca                      |
| 998                | Rákoskeresztúr, városközpont – Cinkotai autóbuszgarázs                     |
| 999                | Kispest, Határ út – Dél-pesti autóbuszgarázs                               |

## Tartós villamos- és trolibuszpótlások
A 2-es villamosok két részben közlekedtek, az északi vonalszakasz (Jászai Mari tér vá. – Balassi Bálint utca – Kossuth Lajos tér – Széchenyi rakpart – Belgrád rakpart – Havas utca vá.) és a déli vonalszakasz (Közvágóhíd vá. – Soroksári út – Boráros tér – Közraktár utca – Czuczor utca vá.) között villamospótló autóbuszok szállították az utasokat.
A Szabadság híd lezárása miatt a 47-es és a 49-es villamosok helyett buszok közlekedtek.
A 83-as trolibuszokat autóbuszok pótolták.
| Viszonylat- jelzés | Útvonal |
| ------------------ | --- |
| 2V                 | Boráros tér vá. – Közraktár utca – Csarnok tér – Pipa utca – Vámház körút – Fővám tér – Belgrád rakpart – Irányi utca – Kéményseprő utca – Március 15. tér vá. |
| 47-49V             | |
| 149V               | |
| 249V               | |
| 83T                | Orczy tér vá. – Baross utca – Mária utca – Kinizsi utca – Közraktár utca – Csarnok tér – Pipa utca – Vámház körút – Üllői út – Kálvin tér vá.                  |

Több autóbusz lezárások miatt terelt útvonalon járt, például a Móricz Zsigmond körtér, a Fővám tér, a Ráday utca, a Baross tér (Keleti pályaudvar) környékén.

## Mai közterületnevek
A fenti táblázatokban szereplő közterületek, intézmények, állomások és megállóhelyek neve napjainkban:
| 2008-ban                         | napjainkban                 |
| -------------------------------- | --------------------------- |
| Budakeszi, Táncsics Mihály utca  | Budakeszi, Dózsa György tér |
| Etele tér, Kelenföldi pályaudvar | Kelenföld vasútállomás M    |
| Fehérvári út                     | Újbuda-központ M            |
| Kőbánya, városközpont            | Kőbánya alsó vasútállomás   |
| Moszkva tér                      | Széll Kálmán tér M          |
| Stadionok                        | Puskás Ferenc Stadion M     |
| Gazdagréti lakótelep             | Gazdagréti tér              |
| Nagytétény, Chinoin              | Nagytétény, ipartelep       |